# Майдан-Бобовський
Майдан-Бобовський (пол. Majdan Bobowski) — село в Польщі, у гміні Ужендув Красницького повіту Люблінського воєводства.
Населення — 141 особа (2011).

## Демографія
Демографічна структура станом на 31 березня 2011 року:
|          | Загалом | Допрацездатний вік | Працездатний вік | Постпрацездатний вік |
| -------- | ------- | ------------------ | ---------------- | -------------------- |
| Чоловіки | 70      | 23                 | 35               | 12                   |
| Жінки    | 71      | 19                 | 33               | 19                   |
| Разом    | 141     | 42                 | 68               | 31                   |